# Hanni Toosbuy Kasprzak
Hanni Merete Toosbuy Kasprzak, née le 21 juillet 1957, est une femme d'affaires danoise, propriétaire et présidente du conseil d'administration d'ECCO, entreprise danoise de fabrication de chaussures.

## Biographie
Hanni est la fille unique de Karl Toosbuy, fondateur de l'entreprise en 1963. Elle entre dans l'entreprise à la fin de ses études. À 21 ans, elle accepte à la demande de son père de travailler dans le contrôle qualité en Inde pendant un an. Après l'Inde, elle part en Allemagne et revient au Danemark en 1997. Elle reprend l'entreprise à la mort de son père en 2004. 
Kasprzak est 924e sur la liste des milliardaires en dollars du magazine financier Forbes avec une fortune de 2,6 milliards de dollars estimée en 2018.

## Fonctions
Hanni Toosbuy Kasprzak est vice-présidente de Dressurens Venner et siège au conseil d'administration de Sydbank depuis mars 2014.

## Famille
Hanni Toosbuy est l'épouse de Dieter Kasprzak, qui est président d'ECCO à partir de 2004. Ils ont deux enfants : le golfeur professionnel André Kasprzak (né en 1988) et la cavalière et dresseuse Anna Kasprzak (née en 1989), qui siègent tous les deux au conseil d'administration d'ECCO.